# 宇佐見英治

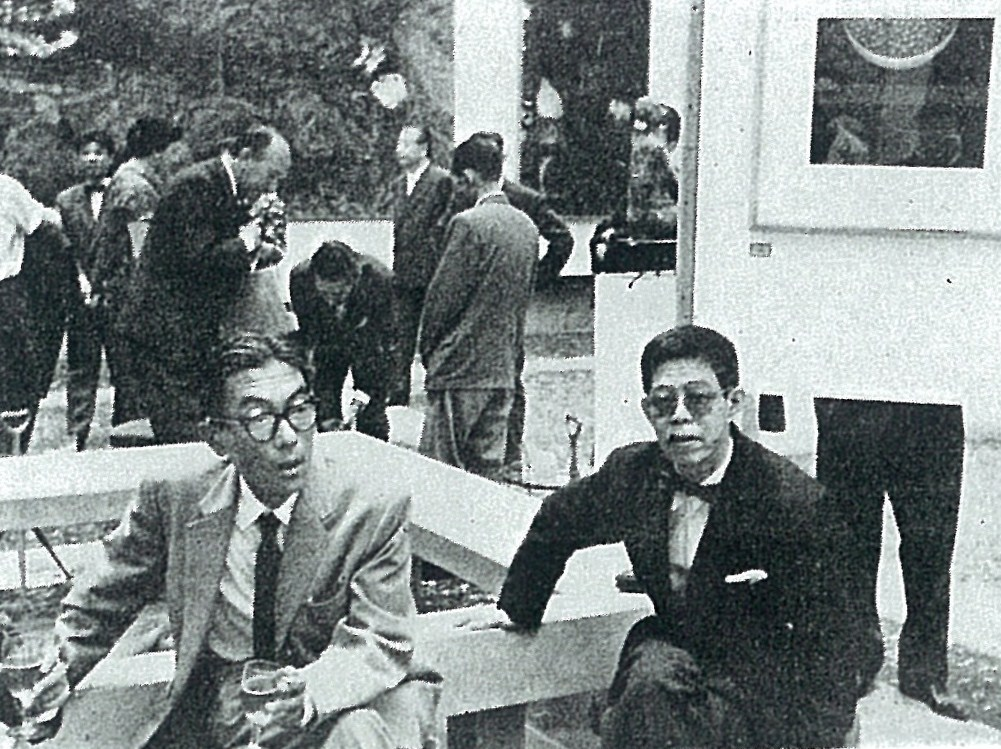
宇佐見英治（左）と佐藤敬（右）1960年

宇佐見 英治（うさみ えいじ、1918年1月13日 - 2002年9月14日）は、日本の詩人・フランス文学者・美術評論家。明治大学名誉教授。

## 人物・来歴
大阪府出身。1941年（昭和16年）東京帝国大学文学部倫理学科卒。48年『同時代』の創刊に矢内原伊作らと参加、同誌の第3次第二号（黒の会、1997年5月）では個人特集も組まれた。そのほか『歴程』にも参加。明治大学商学部教授を務め、88年定年。
1957年（昭和32年）、初の著書となる『ピエールはどこにいる』を刊行。同書に収録された中編小説「死人の書」は宇佐見英治の小説における代表作であり、その後も推敲が加えられ『夢の口』『死人の書』に再録されている。
1982年（昭和57年）『雲と天人』が第20回藤村記念歴程賞を、97年『明るさの神秘』を始めとする評論活動の業績から第7回宮沢賢治賞を受賞。
片山敏彦、齋藤磯雄、辻まことらと親交し、その没後は著作集の編集にも携わる。辻まことに関する主だった文章は『辻まことの思い出』にまとめられている。また、生前のアルベルト・ジャコメッティやヘルマン・ヘッセとも交流があり、前者は「法王の貨幣――ジャコメッティの思い出に」（『迷路の奥』ほか）に、後者は「明るさの神秘――宮澤賢治とヘルマン・ヘッセ」（同題書籍ほか）に結実、ともに宇佐見英治の代表的散文に数えられる。
兵庫県立第一神戸中学校（現・兵庫県立神戸高等学校）では俳人・後藤比奈夫と同級生で、『後藤比奈夫七部集』（沖積舎）の栞にも寄稿している。
加藤周一によれば、矢内原伊作にアルベルト・ジャコメッティを紹介したのは宇佐見英治であったという。1955年（昭和30年）、宇佐見が『美術手帖』に寄稿したジャコメッティの紹介記事を当時フランスに留学中の矢内原に託したことが、矢内原がジャコメッティのモデルを務める最初のきっかけとなった。

## 著書
- 『ピエールはどこにいる』東京創元社、1957年10月
- 『縄文の幻想　先史芸術と現代芸術』（田枝幹宏写真）淡交社、1974年6月、のち平凡社、平凡社ライブラリー、1998年6月
- 『秋の眼』湯川書房（発行）、1974年12月　※私家版
- 『迷路の奥』みすず書房、1975年6月
- 『石を聴く』朝日新聞社、1978年12月
- 『辻まことの思い出』湯川書房、1978年12月、のち増補版、みすず書房、2001年9月
- 『夢の口』湯川書房、1980年4月
- 『雲と天人』岩波書店、1981年10月
- 『三つの言葉』みすず書房、1983年1月
- 『芸術家の眼』筑摩書房、1984年5月
- 『手紙の話』淡交社（製作）、1988年4月　※私家版、のち『死人の書　小説とエッセー』に再録
- 『方円漫筆』みすず書房、1992年12月
- 『石の夢　自選随筆集』筑摩書房、1994年12月
- 『樹と詩人　自選随筆集』筑摩書房、1994年12月
- 『海に叫ばむ　戦中歌集』砂子屋書房、1996年1月
- 『明るさの神秘』小平林檎園、1996年9月、のちみすず書房、1997年9月
- 『死人の書　小説とエッセー』東京創元社、1998年11月
- 『見る人　ジャコメッティと矢内原』みすず書房、1999年9月
- 『草のなかで――詩三篇』（山室眞二画）2000年2月　※私家版
- 『隻句抄　言葉の木蔭』（山室眞二画）2001年　※私家版
- 『詩画集 風に薔薇がそよぐように』（前川桂子画）2002年8月　※私家版
- 『続 風に薔薇がそよぐように』（前川桂子画）2006年　※私家版
- 『言葉の木蔭　詩から、詩へ』（堀江敏幸編）港の人、2018年3月

### 共著
- 『古寺巡礼 京都　妙法院 三十三間堂』（三崎義泉住職共著）淡交社、1977年6月
- 『古寺巡礼 奈良　円成寺』（田畑賢住住職共著）淡交社、1979年2月
- 『対談 ジャコメッティについて』（矢内原伊作共著）用美社、1983年10月　※のち『見る人　ジャコメッティと矢内原』に再録
- 『一茎有情　対談と往復書簡』（志村ふくみ共著）用美社、1984年10月、のち筑摩書房、ちくま文庫、2001年2月

### 編著
- 『ブラック　原色版美術ライブラリー23』みすず書房、1955年
- 『デュフィ　現代美術19』みすず書房、1964年
- 『片山敏彦著作集 第1巻　詩集』片山敏彦、みすず書房、1972年
- 『ゴッホ　巨匠の名画4』（嘉門安雄共編）学習研究社、1976年
- 『辻まことの芸術』辻まこと、みすず書房、1979年12月
- 『辻まこと全画集』辻まこと（串田孫一、矢内原伊作共編）みすず書房、1980年5月
- 『山崎榮治詩集』山崎榮治（安藤元雄共編）沖積舎、1982年7月
- 『齋藤磯雄著作集Ⅳ　日記・書簡・年譜ほか』齋藤磯雄、東京創元社、1993年6月
- 『ジャコメッティ』矢内原伊作（武田昭彦共編）みすず書房、1996年4月

### 翻訳
- 『彼女と彼』ジョルジュ・サンド、河原書店、西洋文芸思潮叢書、1948年、のち角川書店、角川文庫、1953年
- 『恋愛論』スタンダール（原亨吉共訳）角川書店、角川文庫、1951年、のち改版、1969年
- 『モダン・アートの哲学』ハーバート・リード（増野正衛共訳）みすず書房、1955年、のち新版、1980年
- 『魔が沼』ジョルジュ・サンド、角川書店、角川文庫、1955年
- 『日本彫刻史』ラングドン・ウォーナー、みすず書房、1956年
- 『現代絵画』リオネロ・ヴェントゥリ、みすず書房、1956年
- 『道徳思想史』フランソワ・グレゴワール、白水社、文庫クセジュ、1956年
- 『イコンとイデア　人類史における芸術の発展』ハーバート・リード、みすず書房、1957年、のち新版、1976年
- 『世界大ロマン全集26　うたかたの恋／アリアーヌの青春』クロード・アネ（岡田真吉共訳）、東京創元社、1957年
  - 「アリアーヌの青春」のみ、「うたかたの恋」は岡田真吉訳
- 『彫刻の芸術　批評の芸術』ハーバート・リード（安川定男共訳）みすず書房、1957年
- 『第十のミューズ』ハーバート・リード、みすず書房、1959年
- 『サン・テグジュペリ著作集4　手帖』サン・テグジュペリ、みすず書房、1963年
- 『ファン・ゴッホ書簡全集』（二見史郎・粟津則雄ほか共訳）限定版全3巻、みすず書房、1963年
  - 改訂版『ファン・ゴッホ書簡全集』全6巻、みすず書房、1969 - 1970年、のち新版、1984年
- 『モディリアニ』アルフレッド・ヴェルナー、美術出版社、1967年、のち新版、1990年
- 『テイヤール・ド・シャルダン著作集5　神のくに／宇宙讃歌』テイヤール・ド・シャルダン（山崎庸一郎共訳）、みすず書房、1968年、のち新版、1984年
  - 「神のくに」のみ、「宇宙讃歌」は山崎庸一郎訳
- 『空と夢　運動の想像力にかんする試論』ガストン・バシュラール、法政大学出版局、叢書・ウニベルシタス、1968年、のち新版、2016年
- 『テイヤール・ド・シャルダン著作集4　旅の手紙』テイヤール・ド・シャルダン（美田稔共訳）みすず書房、1970年
- 『ノーベル賞文学全集2　ロマン・ロラン／ヨハネス・ヴィルヘルム・イェンセン』ロマン・ロラン、ヨハネス・ヴィルヘルム・イェンセン（河盛好蔵、山口三夫、竹内孝次共訳）主婦の友社、1970年
  - 「コラ・ブルニョン」ロマン・ロランのみ
- 『幼児殺しの世界　過密をいかに救うか』ガストン・ブートゥール、みすず書房、1973年
- 『現代の絵画5　ロートレックとキャバレーのパリ』ジャック・ラセーニュ、平凡社、1975年
- 『私の現実』ジャコメッティ（矢内原伊作共編訳）みすず書房、1976年
- 『彫刻とはなにか　特質と限界』ハーバート・リード、日貿出版社、1980年、のち新版、1995年
- 『ジャン・コクトー全集6　評論Ⅲ』ジャン・コクトー（大島利治、佐藤朔、高山鉄男、飯島耕一、曽根元吉ほか訳）東京創元社、1985年
  - 「ラウル・デュフィ」のみ
- 『エクリ』ジャコメッティ（矢内原伊作・吉田加南子共訳）みすず書房、1994年、のち新版、2017年